# Lo pequeño es hermoso
Lo pequeño es hermoso: Economía como si la gente importara (título original: Small Is Beautiful: A Study Of Economics As If People Mattered) es una colección de ensayos del economista alemán E. F. Schumacher. El concepto small is beautiful procede de una frase de su maestro Leopold Kohr. A menudo se utiliza para defender lo pequeño, las tecnologías apropiadas, entendiendo que así se faculta mejor a las personas, y en contraste con frases como «cuanto más grande, mejor».
Publicado por primera vez en 1973, Small is beautiful de Schumacher compartió críticas de la economía occidental con un público más amplio durante la Crisis del petróleo de 1973 y la aparición del proceso de globalización. The Times Literary Supplement de Londres (GB) clasificó Small is beautiful entre los 100 libros más influyentes publicados desde la Segunda Guerra Mundial. Una segunda edición, con sus comentarios, fue publicada en 1999.
Lo pequeño es hermoso recibió el prestigioso premio Prix européen de l'essai Charles Veillon (en francés) en 1976.

## Contenido
El libro se divide en cuatro partes: El mundo moderno, Recursos, El Tercer Mundo y Organización y propiedad.
En el primer capítulo, El problema de la producción, Schumacher argumenta que la economía moderna es insostenible. Los recursos naturales (como los combustibles fósiles) son tratados como artículos de renta (ingreso) cuando de hecho deberían ser tratados como capital, puesto que no son renovables y, por lo tanto, están sujetos a agotamiento. Además, sostiene que la resistencia de la naturaleza ante la contaminación es limitada, y concluye que el esfuerzo de los gobiernos debe estar enfocado hacia el desarrollo sostenible, porque mejoras relativamente menores, por ejemplo, la transferencia tecnológica a los países del Tercer Mundo, no resolverán el problema subyacente de una economía insostenible.
La filosofía de Schumacher está relacionada con el suficientismo, apreciando tanto las necesidades humanas como sus limitaciones y la tecnología adecuada. Esto surgió de su estudio de las economías basadas en aldeas, que posteriormente denominó «economía budista», el cual es tema del cuarto capítulo.
Schumacher fue uno de los primeros economistas en cuestionar en qué medida es correcto emplear el producto nacional bruto para medir el bienestar humano, enfatizando que el fin debería ser «la obtención de un máximo de bienestar con un mínimo de consumo». En el epílogo subraya la necesidad de que la «filosofía del materialismo» quede después de ideales como la justicia, la armonía, la belleza y la salud.